# Autoimunitní hepatitida
Autoimunitní hepatitida je vzácné akutní nebo chronické zánětlivé autoimunitní onemocnění jater. Vlastní imunitní systém napadá jaterní buňky, čímž dochází k zánětu jater (hepatitidě). V případě autoimunitní hepatitidy ztrácí játra svou imunitní toleranci.

## Výskyt
V Evropě a Severní Americe je diagnostikováno za rok kolem 0,2–1,2 nových onemocnění na 100.000 obyvatel. Autoimunitní hepatitida je zodpovědná asi za 10–20 % chronických onemocnění jater. Onemocnění se vyskytuje u žen asi čtyřikrát častěji než u mužů. Asi polovina nových případů postihne člověka před dosažením 30. roku života.

## Příčiny
Je pravděpodobné, že autoimunitní hepatitida je vyvolána jinými onemocněními. Jako spouštěč se diskutují toxiny v životním prostředí, bakteriální antigeny (např. Salmonela) a viry, jako např. viry hepatitidy A, B, C a D nebo také viry spalniček a herpesviry, které sice přichází v úvahu jako spouštěče onemocnění, ale v průběhu autoimunitní hepatitidy je nelze prokázat.

## Rozvoj onemocnění
V důsledku ztráty imunitní tolerance napadají T-lymfocyty antigeny membrán jaterních buněk. Dochází také k protilátkově zprostředkované reakci proti jaterním buňkám. Přesná etiopatogeneze stále není vyjasněna.

## Klinické projevy
Autoimunitní hepatitida se projevuje většinou závažnými symptomy onemocnění. Mezi ně patří únava, nauzea, ztráta chuti k jídlu, horečka, bolesti kloubů a typicky ikterus, jakmile je funkce jater nedostatečná, aby játra odstranila produkovaný bilirubin. Krom toho dochází často k autoimunitnímu zánětu štítné žlázy, cév, tlustého střeva, pleury nebo kůže. Také se často objevují autoimunitně podmíněné anémie. U starších pacientů se onemocnění rozvíjí častěji pozvolna, tíže symptomů je pak menší.

## Diagnostika
Laboratorně se projevuje onemocnění typicky zvýšením transamináz a vzestupem hladiny imunoglobulínů, především imunoglobulinu IgG. U každého třetího pacienta dojde ke zvýšení bilirubinu. Charakteristický je však výskyt protilátek, jako jsou protilátky proti buněčnému jádru (ANA), hladké svalovině (SMA), mikrosomům jaterních a ledvinných buněk (LKM) nebo rozpustný jaterní protein (Soluble Liver Antigen SLA, přesně řečeno anti-Soluble Liver Antigen, zkráceně ASLA, jako synonymum Liver-Pancreas-Antigen LP). Tyto protilátky nacházíme asi jen u 80 % nemocných, příležitostně je lze prokázat i u jiných onemocnění. Za patogenezi chronické autoimunitní hepatitidy nejsou zodpovědny, představují ale v diagnostice rozhodující serologický marker onemocnění. Na základě různého zastoupení protilátek rozlišujeme dnes tři typy autoimunitní hepatitidy, mezi kterými se však vyskytují přechody. Léčba onemocnění se v závislosti na jeho typu neliší. Rozhodující pro odhad progrese onemocnění je jaterní histologie.

## Patologie
Mikroskopické vyšetření jater může určit rozsah zánětu a jeho důsledků. V případě lehkého průběhu zánětu je invaze lymfocytů omezena na portální pole jaterního lalůčku. V případě těžkých zánětlivých změn přestupují zánětlivé buňky na vlastní jaterní lalůček. Přitom dochází k nekróze jak jednotlivých buněk a tak i k nekrózám hraničních regionů lalůčku. V pokročilém stádiu dochází k fibrotické přestavbě jater a nakonec k jaterní cirhóze.

## Terapie
Základem terapie je kortikosteroid prednison. Měl by se použít v kombinaci s purinovým analogen azathioprinem, aby se dávka prednisonu dala udržovat co nejnižší, neboť prednison stejně jako všechny kortikoidy může vyvolat, v závislosti na dávce, Cushingův syndrom jako vedlejší efekt léčby. Léčba by měla pokračovat 2 – 4 roky, poté následuje pokus o její vysazení. V 80 % případů musí léčba pokračovat celoživotně. Nad to by měla být ještě prováděna medikamentózní profylaxe osteoporózy, aby se mírnilo působení prednisonu na řídnutí kostí. Variantou k prednisonu je syntetický glukokortikoid budesonid, jeho výhodou jsou především méně vyjádřené vedlejší účinky, také budesonid se kombinuje s azathioprinem.
V případě selhání terapie jsou k dispozici pouze data malých klinických souborů. V některých případech bylo dosaženo dobrých výsledků s cyclophosphamidem. U pacientů s tzv. lupoidní variantou onemocněním (typ I) bylo dosaženo uspokojivých výsledků také s tacrolimusem, mycophenolatmofetilem a methotrexátem. Užití Cyclosporinu A je sporné. Pokud jsou vyčerpány všechny varianty pro medikamentózní léčbu, je možné přistoupit k transplantaci jater. Autoimunitní hepatitida však může postihnout i transplantovaný orgán. K recidívám dochází v 7–10 % případů do jednoho roku, v průběhu pěti let pak stoupá toto číslo na 60–70 %. U pacientů s HLA typem DR3 nebyly dosud popsány žádné recidivy.

## Prognóza
Bez léčby je vývoj onemocnění smrtelný. Při adekvátní léčbě má 90 % pacientů, kteří odpovídají na léčbu, pouze nepatrně sníženou délku života. To se však týká pouze pacientů, u kterých ještě nedošlo k rozvoji jaterní cirhózy. Asi 10 % pacientů neodpovídá na kombinovanou terapii s prednisonem a azathioprinem. U této skupiny lze uvažovat o léčebných postupech, které nejsou oficiálně doporučené nebo může být provedena transplantace jater.